# Saint-Aubin-d’Écrosville
Saint-Aubin-d’Écrosville – miejscowość i gmina we Francji, w regionie Normandia, w departamencie Eure.
Według danych na rok 1990 gminę zamieszkiwało 540 osób, a gęstość zaludnienia wynosiła 37 osób/km² (wśród 1421 gmin Górnej Normandii Saint-Aubin-d’Écrosville plasuje się na 427 miejscu pod względem liczby ludności, natomiast pod względem powierzchni na miejscu 154).